# Coelopoeta baldella
Coelopoeta baldella is een vlinder uit de familie Coelopoetidae. De wetenschappelijke naam van de soort is voor het eerst geldig gepubliceerd in 1920 door Barnes & Busck.